# Console (mobile)

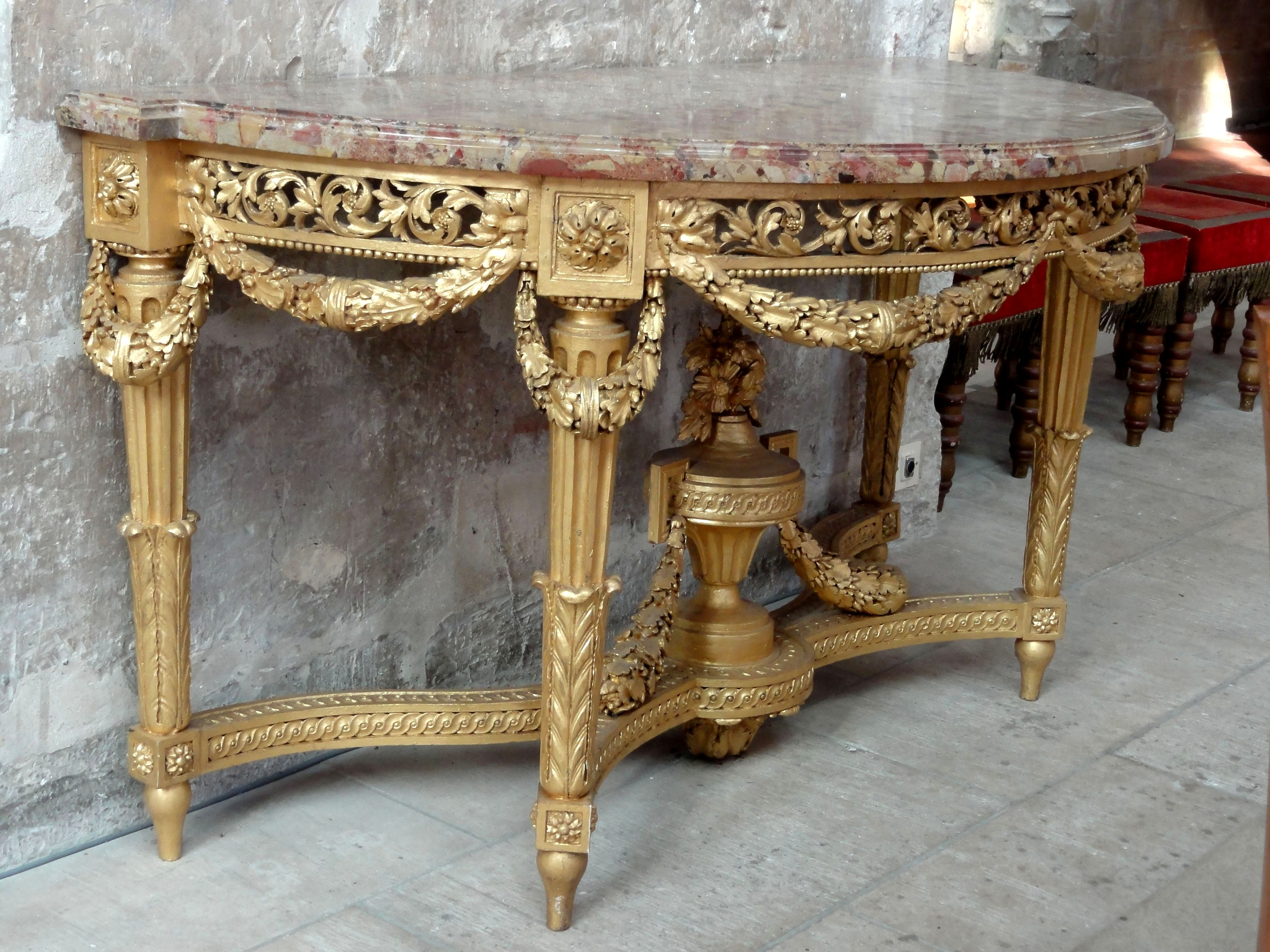
Beauvais, chiesa di Saint-Étienne, console gemella in stile Luigi XVI

La console, o consolle (pronunciato alla francese /conˈsɔl/), è un ripiano a muro per poggiare i piatti per il servizio della tavola. Il sostegno del mobile è assicurato da elementi posteriori che lo fissano a muro e da gambe anteriori. In origine indicava il bracciolo di una poltrona.

## Descrizione e storia
La console, a volte realizzata in due esemplari gemelli, aveva la stessa altezza della tavola. La parte sporgente poteva essere arrotondata e il ripiano costituito da una lastra di marmo. Mobile tipico dello stile rocaille aveva due, oppure quattro gambe, curvate e ornate di volute e di ricci e tra loro fissate da una traversa arricchita da un motivo decorativo, spesso a forma di conchiglia o di urna. Le consoles erano in genere dorate a foglia di oro zecchino e, se più piccole, si presentavano rialzate da terra, come le mensole. Nel Settecento, a Venezia, vennero di moda consoles dipinte con minuscoli fiorellini, su fondo azzurro, ocra o verdino.
A volte le consoles erano caratterizzata da un'unica gamba, rappresentata da una colonnina, da un'aquila, da un moretto, da una lira. Nello stile impero le consoles erano di legno scuro laccato (mogano o noce) e avevano quattro gambe, non collegate tra loro ed irrigidite a forma di colonna con capitello in bronzo dorato. Erano anche di moda le consoles a mezzaluna che avevano la forma di un tavolo tondo tagliato a metà e talvolta avevano due sportelli sotto piano, arrotondati. Potevano essere così ricomposte, per formare un unico tavolo tondo. Nello stile Liberty si produssero anche consoles in ferro battuto.
La console era spesso accompagnata da una specchiera, a volte fiancheggiata da appliques; oppure veniva messa in corrispondenza di un dipinto appeso alla parete. Sul ripiano si poggiava vasellame, oppure si disponevano arredi preziosi in bronzo dorato, come orologi da tavolo, oppure collezioni di oggetti minuti.